# Semai

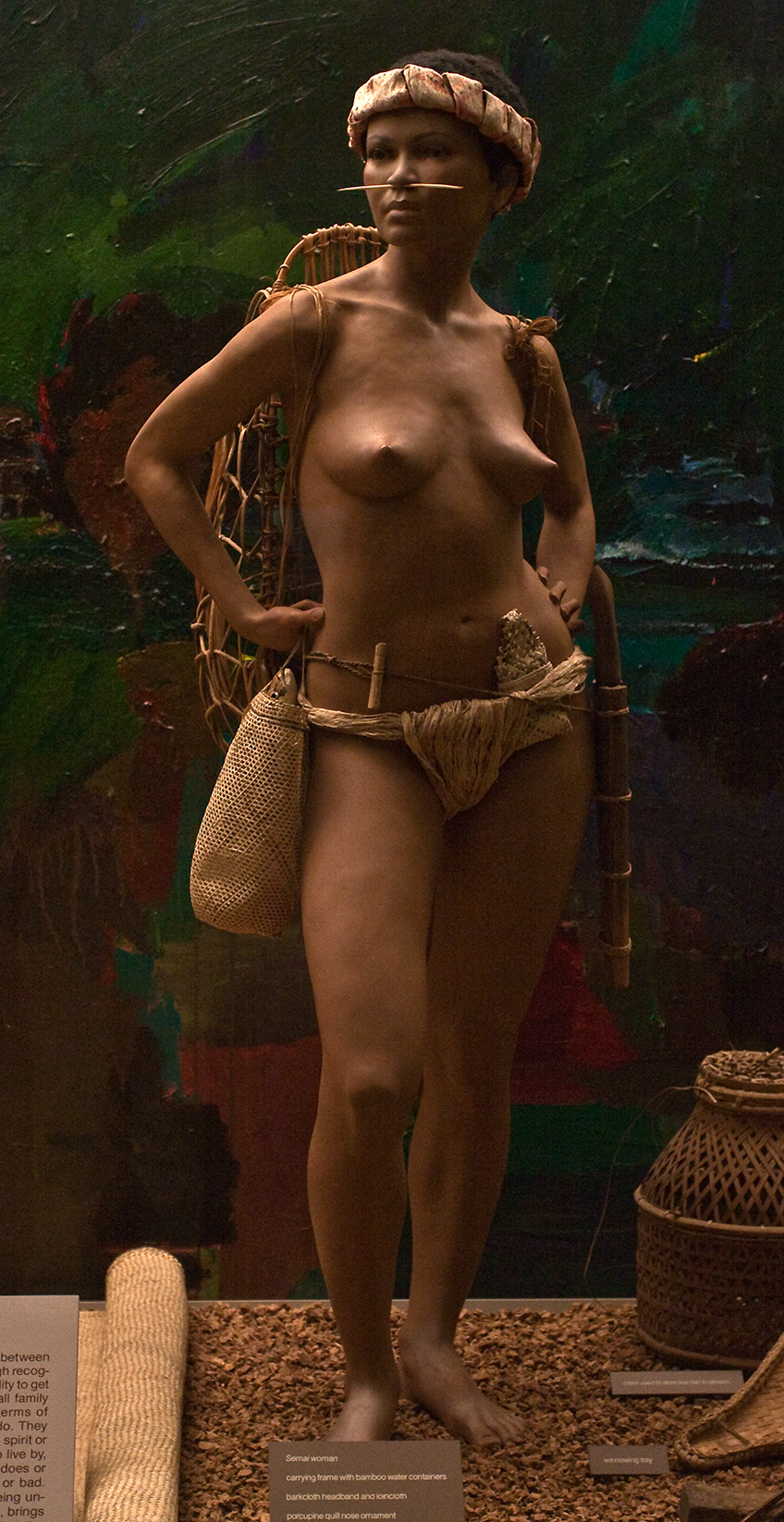
Céroplastie sculpture représentant une femme semai à l'American Museum of Natural History

Les Semai sont une population autochtone de la péninsule Malaise. Au nombre d'un peu plus de 18 000 (2000), ils habitent dans les régions montagneuses du centre, dans le nord-ouest de l'État de Pahang et le sud de ceux de Perak, Selangor et Negeri Sembilan. On les appelle encore "Sakai", Senoi ou Sengoi. Agriculteurs, ils vivent sur les pentes couvertes de forêts, entre 800 et 900 m d'altitude, cultivant le riz, la patate douce, des fruits et le caoutchouc.
Le gouvernement malaisien classe les Semai parmi les Orang Asli. Il les range dans les Senoi, groupe dans lequel il rassemble les populations qu'il qualifie de « veddoïdes ». 
Les Semai considèrent que rendre quelqu'un malheureux, notamment en imposant ses propres volontés, est tabou, donc ils n'ont pas de chefs, ils ne punissent pas leurs enfants ni ne leur donnent d'ordres, et leurs jeux sont non compétitifs pour que personne ne perde. 
Les anthropologues et les linguistes ne retiennent pas cette qualification. En effet, une étude menée en 1995 par une équipe de biologistes de la National University of Singapore a montré une relation étroite entre les Semai et les Khmers du Cambodge. Ce résultat s'accorde avec la réalité linguistique des Semai, dont la langue appartient à la branche môn-khmer des langues austroasiatiques. Les Semai semblent même génétiquement plus proches des Javanais que de leurs voisins malais de la péninsule.

## Langue
La langue semai appartient au groupe "senoïque" des langues asliennes dans la branche môn-khmer des langues austroasiatiques.